# Barry Unsworth
Barry Unsworth (ur. 10 sierpnia 1930 w Wingate, Anglia, zm. 5 czerwca 2012 w Perugii, Włochy) – angielski prozaik.
W 1951 ukończył studia na Uniwersytecie Manchesterskim. Był autorem wielu powieści historycznych. W 1992 został laureatem prestiżowej nagrody literackiej The Booker Prize za  Sacred Hunger. Książka Unswortha Pascali's Island (Wyspa Pascalego) z 1980 roku doczekała się adaptacji filmowej. W 2003 powstał film Misterium zbrodni na podstawie powieści Morality Play (Opowieść o czynach Złego Ducha) z 1995. W 2000 została wydana książka After Hannibal (Śladami Hanibala).